# Flaignes-Havys
Flaignes-Havys è un comune francese di 123 abitanti situato nel dipartimento delle Ardenne nella regione del Grand Est.

## Società

### Evoluzione demografica
Abitanti censiti